# Łukasz Mejza
Łukasz Mejza (ur. 15 maja 1991 w Zielonej Górze) – polski polityk, samorządowiec i przedsiębiorca, poseł na Sejm IX i X kadencji (od 2021), sekretarz stanu w resortach odpowiedzialnych za sport i turystykę (2021), z którego to stanowiska zrezygnował w związku z kontrowersjami dotyczącymi zarzucanych mu oszustw wobec osób nieuleczalnie chorych, sprzedaży nieatestowanych maseczek w trakcie pandemii COVID-19 oraz defraudacji środków publicznych i unijnych.

## Życiorys
Uczęszczał do Europaschule „Marie & Pierre Curie“ w Gubinie, a następnie do I Liceum Ogólnokształcącego im. Edwarda Dembowskiego w Zielonej Górze. W 2010 rozpoczął studia na kierunku Stosunki międzynarodowe na Uniwersytecie Wrocławskim. Studiów tych nie ukończył – w 2017 został skreślony z listy studentów z powodu braku postępów w nauce. Wielokrotnie nie zaliczał bowiem egzaminu z integracji europejskiej. Tytuł zawodowy licencjata uzyskał w 2017 na Wydziale Finansów i Bankowości Wyższej Szkoły Bankowej w Poznaniu na kierunku Stosunki międzynarodowe. Zajął się prowadzeniem własnej działalności gospodarczej. W 2019 założył firmę Future Wolves.
W wyborach samorządowych w 2014 uzyskał mandat radnego Sejmiku Województwa Lubuskiego z listy zorganizowanego przez Wadima Tyszkiewicza komitetu Lepsze Lubuskie (został wówczas najmłodszym radnym wojewódzkim w Polsce). Zasiadł w zarządzie powołanego w styczniu 2015 stowarzyszenia o takiej samej nazwie. W wyborach prezydenckich w tym samym roku poparł Pawła Kukiza, potem działał w ruchu JOW Bezpartyjni. We wrześniu 2015 został przewodniczącym powołanego wówczas klubu radnych Lepsze Lubuskie w sejmiku, kilka miesięcy później przekształconego w klub Bezpartyjnych Samorządowców. W wyborach w 2018 z listy KWW BS uzyskał reelekcję, ponownie stając na czele klubu radnych. W 2019 był jednym z liderów ruchu Polska Fair Play, organizowanego przez Roberta Gwiazdowskiego.
W wyborach parlamentarnych w tym samym roku, w wyniku dołączenia lubuskiego środowiska BS do Koalicji Polskiej, znalazł się na ostatnim miejscu listy Polskiego Stronnictwa Ludowego do Sejmu w okręgu lubuskim. W głosowaniu z października 2019 otrzymał 10 490 głosów (drugi wynik na liście). Po śmierci Jolanty Fedak zdecydował się na objęcie zwolnionego mandatu poselskiego. 16 marca 2021 złożył ślubowanie, zostając posłem niezrzeszonym. W czerwcu 2021 wraz z posłem Zbigniewem Ajchlerem ogłosił powołanie stowarzyszenia „Centrum”. W sierpniu tego samego roku został ukarany naganą przez Prezydium Sejmu za odmowę złożenia oświadczenia majątkowego. W październiku 2021 przystąpił do Partii Republikańskiej, zostając jej wiceprezesem; nie przystąpił jednak wbrew zapowiedzi jej prezesa Adama Bielana do klubu parlamentarnego PiS. 15 października objął stanowiska sekretarza stanu w Ministerstwie Kultury, Dziedzictwa Narodowego i Sportu oraz pełnomocnika prezesa Rady Ministrów ds. nowych technologii w sporcie. Kilkanaście dni później, po utworzeniu Ministerstwa Sportu i Turystyki, przeszedł na stanowisko sekretarza stanu w tym resorcie. W następnym miesiącu przestał pełnić funkcje partyjne. 23 grudnia 2021 złożył dymisję (przyjętą dzień później) z funkcji sekretarza stanu w Ministerstwie Sportu i Turystyki „w poczuciu odpowiedzialności za Polskę i obóz Zjednoczonej Prawicy”. Jednocześnie nazwał polityków opozycji „bandytami”, a piszących o jego działalności biznesowej dziennikarzy „medialnymi, płatnymi zabójcami”.
W wyborach w 2023 był kandydatem do Sejmu z listy Prawa i Sprawiedliwości w swym dotychczasowym okręgu. Uzyskał poselską reelekcję, zdobywając 10 162 głosy. W nowej kadencji zasiadł w klubie parlamentarnym PiS. W grudniu 2023 Partia Republikańska, której był członkiem, została rozwiązana.
W listopadzie 2024 podczas ceremonii, która odbyła się w Sanktuarium Miłosierdzia Bożego w Krakowie-Łagiewnikach, przystąpił do Zakonu Rycerzy Jana Pawła II Wielkiego.

## Kontrowersje

### Vinci NeoClinic
W 2020 Łukasz Mejza i Tomasz Guzowski założyli spółkę Vinci NeoClinic z siedzibą w Zielonej Górze, która miała prowadzić działalność gospodarczą m.in. w zakresie organizacji turystyki i opieki zdrowotnej.
24 listopada 2021 dziennikarze Wirtualnej Polski opublikowali artykuł wskazujący, że spółka Vinci NeoClinic obiecywała leczyć pacjentów na nieuleczalne przypadłości metodami niemającymi medycznego uzasadnienia. Tego samego dnia posłowie Lewicy, Anita Kucharska-Dziedzic i Maciej Kopiec, złożyli zawiadomienie do prokuratury o możliwości popełnienia przestępstwa z artykułu 286 § 1 kk. Sam Łukasz Mejza w oświadczeniu opublikowanym w mediach społecznościowych napisał, że spółka Vinci NeoClinic „nigdy nie zamierzała prowadzić i nie prowadziła działalności medycznej. Przedmiotem jej działalności miało być prowadzenie biura turystyki medycznej” oraz że podjął kroki prawne, by chronić swoje dobre imię i reputację. Na grudniowej konferencji prasowej oświadczył, że jest ofiarą pomówień i „największego ataku politycznego po 1989 roku”, nie odpowiadając na pytania dziennikarzy.

### Future Wolves
W czerwcu 2019 Łukasz Mejza założył firmę Future Wolves, która miała zajmować się przeprowadzaniem szkoleń z zakresu kompetencji miękkich, relacji w zespole, szeroko rozwiniętej obsługi klienta. Firma otrzymała dofinansowanie z Europejskiego Funduszu Społecznego. Future Wolves miał prowadzić szkolenia w ramach projektu „Lubuskie Bony Rozwojowe w subregionie zielonogórskim – edycja II”. Lubuska Agencja Rozwoju Regionalnego przekazała na ten cel niemal milion złotych, a część współfinansowała Unia Europejska. Kontrola zlecona przez zarząd województwa lubuskiego wykazała, że firma Łukasza Mejzy przeszkoliła 76 pracowników z 37 firm za kwotę ponad 883 tys. złotych brutto. Agencja Rozwoju Regionalnego, która jest wyłonionym w konkursie beneficjentem projektu, nie mogła zweryfikować, czy usługi szkoleniowe świadczone przez firmę Łukasza Mejzy były adekwatne do wykazanych kosztów. Zarząd województwa lubuskiego podjął decyzję o skierowaniu zawiadomienia do prokuratury. Podjął także na nadzwyczajnym posiedzeniu decyzję o powołaniu zespołu interdyscyplinarnego ds. wydania opinii dla instytucji zarządzającej w sprawie realizacji projektu oraz o zleceniu dodatkowej niezależnej kontroli całego projektu podmiotowi zewnętrznemu. Zdecydowano o zawieszeniu wypłat kolejnych transz do momentu wyjaśnienia sprawy.

### Sprawy z partnerką
W 2025 roku media poinformowały, że doszło do interwencji Policji w związku z kłótnią pomiędzy posłem a jego partnerką. Oboje powiadomili służby, w wyniku czego Prokuratura Rejonowa w Międzyrzeczu zleciła przeprowadzenie czynności sprawdzających. Sam Mejza określił zdarzenie jako różnicę zdań w granicach zdrowego ogniska domowego i uznał sprawę za zamkniętą.

## Postępowanie karne
Prokuratura sformułowała wobec Łukasza Mejzy 11 zarzutów związanych z oświadczeniami majątkowymi. 7 zarzutów dotyczy podania nieprawdy lub zatajenia prawdy w oświadczeniach majątkowych złożonych przez posła. W trzech sprawach chodzi o podejrzenie podania nieprawdy w oświadczeniach majątkowych złożonych przez Łukasza Mejzę jako sekretarza stanu w Ministerstwie Kultury i Dziedzictwa Narodowego, a następnie wiceministra sportu. Jedna sprawa dotyczy niedopełnienia obowiązku zgłoszenia przez polityka jako funkcjonariusza publicznego wymaganych informacji nie później niż w ciągu 30 dni do rejestru prowadzonego przez marszałka Sejmu. W związku z tymi zarzutami w grudniu 2024 Mejza zrzekł się immunitetu. 
W kwietniu 2025 Prokuratura Okręgowa w Zielonej Górze skierowała przeciwko niemu akt oskarżenia. 

## Wyniki wyborcze
| Wybory | Komitet wyborczy | Komitet wyborczy           | Organ                                     | Okręg | Wynik          |
| ------ | ---------------- | -------------------------- | ----------------------------------------- | ----- | -------------- |
| 2014   |                  | Lepsze Lubuskie            | Sejmik Województwa Lubuskiego V kadencji  | nr 3  | 1 960 (4,33%)  |
| 2018   |                  | Bezpartyjni Samorządowcy   | Sejmik Województwa Lubuskiego VI kadencji | nr 3  | 8 140 (14,45%) |
| 2019   |                  | Polskie Stronnictwo Ludowe | Sejm IX kadencji                          | nr 8  | 10 490 (2,40%) |
| 2023   |                  | Prawo i Sprawiedliwość     | Sejm X kadencji                           | nr 8  | 10 162 (1,97%) |